# Bruinkapijsvogel
De bruinkapijsvogel (Halcyon albiventris) is een vogel uit de familie Alcedinidae (IJsvogels).

## Verspreiding en leefgebied
Deze soort komt in oostelijk, zuidoostelijk en westelijk centraal Afrika voor en telt vier ondersoorten:
- H. a. albiventris: zuidelijk Zuid-Afrika.
- H. a. orientalis: van Somalië tot Botswana en Mozambique.
- H. a. prentissgrayi: van zuidoostelijk Kenia tot Congo, Angola en Zambia.
- H. a. vociferans: van Zimbabwe en zuidelijk Mozambique tot noordoostelijk Zuid-Afrika.

## Status
De grootte van de populatie is niet gekwantificeerd maar de soort wordt omschreven als algemeen in geschikt habitat. Op de Rode lijst van de IUCN heeft deze soort de status niet bedreigd.